# Adema
Gli Adema sono un gruppo musicale nu metal formatosi a Bakersfield, in California, nel 1998.
Riuscirono a riscuotere un certo successo in madrepatria con il loro primo album  Adema.

## Storia del gruppo

### Il debutto conAdemaeUnstable(1998-2004)
Formatisi nel 1998, gli Adema iniziarono con Mark Chavez, Mike Ransom, Dave DeRoo, Tim Fluckey e Kris Kohls. Il gruppo si fece subito notare e divenne oggetto di attenzioni da parte di molte case discografiche fra le quali l'Arista Records con cui il gruppo firmò un contratto.
Pubblicano il loro primo album il 21 agosto 2001 intitolato Adema. Anche grazie al successo dei singoli Giving In e The Way You Like It, l'album riesce a raggiungere le 600 000 copie vendute. Grazie al successo riscosso dall'album nel 2002 partecipano all'Ozzfest suonando sul palco principale. Successivamente la band pubblica Insomniac's Dream, un EP che vende 50 000 copie, mentre il loro secondo album in studio Unstable, del 2003, ne vende oltre 110.000. Dopo la pubblicazione di quest'ultimo album, il chitarrista Mike Ransom lascia il gruppo. Stessa decisione nel settembre 2004 per il cantante Mark Chavez, che successivamente fonda un gruppo chiamato Midnight Panic, con cui incide un album eponimo, reso disponibile per l'acquisto tramite il loro sito web.

### L'abbandono di Chavez,PlanetseKill the Headlights(2005-2008)
Il gruppo pubblica il suo terzo album Planets nell'aprile 2005 sotto la Earache Records. In questo album Chavez viene sostituito con Luke Caraccioli, cantante della band Rewind Yesterday. Il primo singolo estratto è Tornado (marzo 2005), e il secondo Planets (settembre 2005).
Il 25 ottobre 2005 Luke Caraccioli decide di lasciare il gruppo e al suo posto ritorna Mark Chavez. La band afferma di essere nuovamente in buoni rapporti e che hanno già steso delle nuove tracce e realizzato alcune demo come Human Nature e Somethin' Better, ma poche settimane dopo Mark lascia nuovamente la band.
Il 10 marzo 2006 il gruppo annuncia attraverso MySpace che Bobby Reeves (frontman della band LEVEL) è il nuovo cantante. Successivamente il chitarrista Ed Faris (sempre dei LEVEL) diventa il nuovo secondo chitarrista degli Adema. Nell'agosto del 2007 viene così messo in commercio il quarto album della band: Kill the Headlights, prodotto da Marshall Altman e pubblicato dalla Immortal Records. Il primo singolo estratto è Cold and Jaded a luglio dello stesso anno, andando dunque ad anticipare l'arrivo del nuovo album.

### L'inattività eTopple the Giant(2009-2018)
Il 13 agosto 2009 la band ha annunciato sul suo MySpace il ritorno alla formazione originale.
Dopo qualche concerto nel 2010, il chitarrista Mike Ransom lascia una seconda volta la band, seguito da Mark Chavez, che lascia per la terza volta la band durante il loro tour per ragioni non specificate.
Successivamente il turnista Marc DeLeon entra nella band come chitarrista al posto di Ransom, mentre a cantare saranno il bassista Dave DeRoo e il chitarrista Tim Fluckey. Il 2 aprile 2013 la band pubblica un nuovo EP, intitolato Topple the Giants, comunque ignorato dalla critica internazionale.
Nel settembre 2013 viene annunciato che Mike Ransom è tornato nuovamente a fare parte della band.
Il 27 marzo 2017 la band pubblica un video in sala prove con alla voce Mark Chavez: gli Adema ritornano quindi alla loro formazione originaria per la seconda volta. Dopo alcuni tour e nessun materiale inedito pubblicato, tuttavia, nel 2018 la band cade nuovamente in inattività.

### Il ritorno con Ryan Shuck (2019-presente)
Il 14 giugno 2019 viene annunciato dai membri della band (a eccezione di Chavez, nel frattempo uscito nuovamente dalla formazione) l'inizio di un nuovo tour. Il 19 giugno viene rivelato il nuovo cantante del gruppo, Ryan Shuck, già cofondatore di Orgy, Dead by Sunrise e Julien-K.
Il primo singolo con la nuova formazione, Ready to Die, viene pubblicato nell'agosto 2022.

## Formazione

### Formazione attuale
- Ryan Shuck – voce (2019-presente)
- Tim Fluckey – voce secondaria, chitarra solista, tastiera (1998-presente)
- Mike Ransom – chitarra ritmica, cori (1998-2003, 2009-2010, 2013-presente)
- Dave DeRoo – basso, cori (1998-presente)
- Kris Kohls – batteria, percussioni (1998-presente)

### Ex componenti
- Mark Chavez – voce (1998-2004, 2005, 2009-2011, 2017)
- Luke Caraccioli – voce (2005)
- Bobby Reeves – voce (2006-2009)
- Ed Faris – chitarra ritmica (2006-2009)

### Turnisti
- Chris DeLeon – chitarra ritmica (2012-2013)
- Marc DeLeon – chitarra ritmica (2011-2013)

## Discografia

### Album in studio
- 2001 – Adema
- 2003 – Unstable
- 2005 – Planets
- 2007 – Kill the Headlights